# Nhà thờ Kính viếng Đức Trinh Nữ Maria ở Kežmarok
Nhà thờ Kính viếng Đức Trinh Nữ Maria ở Kežmarok (tiếng Slovakia: Kostol Navštívenia Panny Márie v Kežmarok), còn được gọi là Nhà thờ Đức Mẹ, hoặc Nhà thờ Pavlín) là một nhà thờ được xây dựng vào thế kỷ 17 theo phong cách kiến trúc Baroque, tọa lạc ở thị trấn Kežmarok, vùng Prešov, Slovakia.

## Lịch sử
Nhà thờ Kính viếng Đức Trinh Nữ Maria ở Kežmarok được xây dựng vào năm 1650, trên khu đất thị trấn hiến tặng cho Giáo hội Công giáo nhằm tỏ lòng biết ơn vì những giáo dân tiêu biểu của Giáo hội Công giáo La Mã đã giúp thị trấn trong các cuộc tranh chấp chống lại gia tộc Thököla.
Một trận hỏa hoạn lớn xảy ra vào năm 1741 đã thiêu rụi nhà thờ. Trong 6 năm liền, Dòng Pauline giám sát công cuộc tái thiết nhà thờ theo phong cách kiến trúc Baroque muộn. Nhà thờ bao gồm một gian giữa, nội thất được thiết kế theo kiểu Baroque. Từ năm 2003 đến năm 2005, nhà thờ được đại tu và sửa sang.
Toàn bộ nhà thờ Kính viếng Đức Trinh Nữ Maria ở Kežmarok gần như giới thiệu toàn diện sự phát triển của một kỷ nguyên: từ buổi bình minh của nghệ thuật, qua thời kỳ nghệ thuật Baroque, cho đến thời kỳ nghệ thuật Rococo.